# Wolfsmilch-Rindeneule

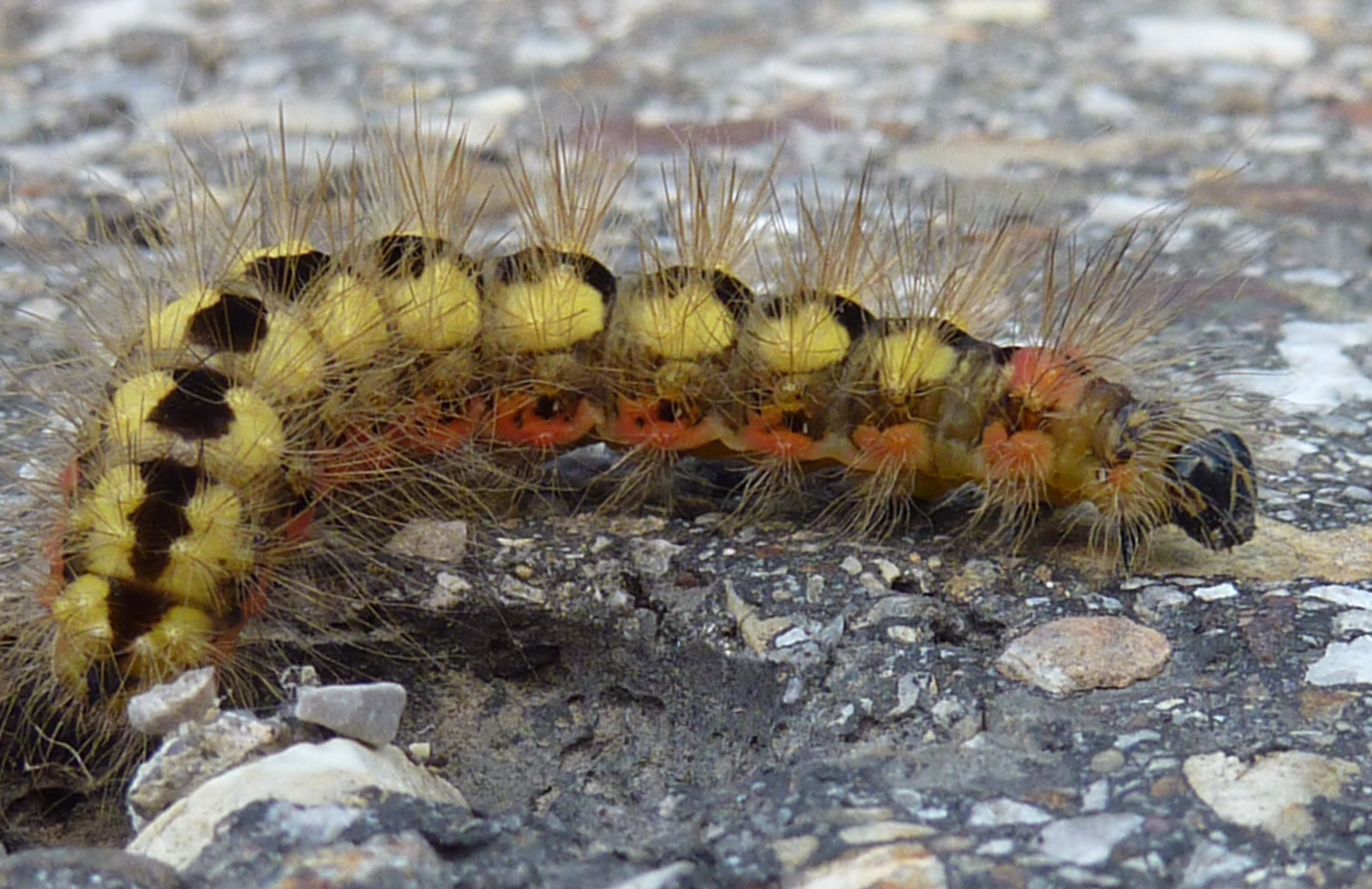
Raupe der Wolfsmilch-Rindeneule (Acronicta euphorbiae)

Die Wolfsmilch-Rindeneule (Acronicta euphorbiae) oder Wolfsmilcheule ist ein Schmetterling (Nachtfalter) aus der Familie der Eulenfalter (Noctuidae). Sie ist sehr eng mit der Sandheiden-Rindeneule (Acronicta cinerea) verwandt. Einige Autoren bestreiten sogar bis in die jüngste Zeit die Eigenständigkeit der beiden Arten.

## Merkmale
Die Falter erreichen eine Flügelspannweite von etwa 33 bis 38 Millimetern. Die Grundfarbe der Vorderflügel ist gewöhnlich hellgrau; es kommen jedoch auch sehr dunkle Exemplare vor. Die Grundfarbe variiert sehr stark in Abhängigkeit von klimatischen und ökologischen Faktoren. Die innere und äußere Querlinie sind deutlich gezeichnet, die äußere Querlinie stark gezackt. Auch die Makel sind gewöhnlich deutlich ausgebildet. Ein Basalstrich ist undeutlich oder fehlt ganz. Der Apex der Vorderflügel ist leicht zugespitzt.
Die Hinterflügel sind bei den Männchen weiß, bei den Weibchen grau. Es ist eine undeutliche Mittellinie und ein Diskalfleck vorhanden.
Das Ei hat die Form eines flachen, etwas unregelmäßigen Kegels mit abgeschnittener Spitze. Die Oberfläche ist mit feinen, unregelmäßigen Längsrippen bedeckt. Das Ei ist zunächst gelblich, später schwarzbraun mit roten Punkten und einer schwarzbraunen Punktreihe um das Ei.
Die Raupen sind in der Grundfarbe meist schwärzlich, haben dunkle, behaarte Warzen und gelbliche oder rote Seitenstreifen. Darüber liegen meist große, weiße oder gelbe Dreiecksflecke. Über dem zweiten Segment befindet sich ein gelbroter, querverlaufender Rückenfleck. Der Kopf ist schwarz mit einem weißen Winkel. Die erwachsene Raupe wird bis 36 mm lang.
Die Puppe ist schwarzbraun gefärbt. Am Kremaster befinden sich viele, kurze, gerade Borsten.

### Ähnliche Arten
Die Wolfsmilch-Rindeneule ähnelt stark der Sandheiden-Rindeneule (Acronicta cinerea), falls es sich überhaupt um zwei Arten handelt. Die Flügelspannweite bewegt sich zwar in der gleichen Größenordnung, die Sandheiden-Rindeneule ist im Durchschnitt aber etwas kleiner. Die Apices der Vorderflügel sind bei A. euphorbiae mehr gespitzt und die Grundfarbe ist meist etwas heller. Die äußere Querlinie ist stärker gezackt und die Querlinien und Makel sind deutlicher, kontrastreicher gezeichnet. Eine Bestimmung der Falter nur anhand der Farbe und der Zeichnung der Flügel ist nicht sicher möglich. Dazu ist eine Genitaluntersuchung bei den Faltern notwendig. Vermutlich ist auch der Fundort aussagekräftiger, da sich die Verbreitungsgebiete wahrscheinlich ausschließen. Da sich die Raupen der zwei Arten sehr deutlich unterscheiden, ist auch eine eindeutige Zuordnung mittels Zucht möglich. Der Raupen von A. euphorbiae haben einen gelbroten Rückenfleck auf dem zweiten Segment und gelbrote Seitenstreifen.
Auch die anderen Rindeneulen sind oft sehr ähnlich. Sie unterscheiden sich wie folgt:
- Goldhaar-Rindeneule (Acronicta auricoma), mit sehr deutlichen, fast kreisrunden und schwarz umrandeten Ringmakeln sowie dunkler Wurzelstrieme.
- Großkopf-Rindeneule (Acronicta megacephala), mit grob bestäubten Vorderflügeln und deutlich aufgehelltem Feld zwischen Nierenmakel und äußerer Querlinie.
- Ahorn-Rindeneule (Acronicta aceris), mit sehr hellgrau und zeichnungsarm bestäubten Vorderflügeln sowie bedeutend größeren Faltern.
- Heidemoor-Rindeneule (Acronicta menyanthidis), mit weißlichgrauen Vorderflügeln, sehr kleinen Ringmakeln ohne Mittelpunkt und mit dunkler Wurzelstrieme.

## Geographische Verbreitung und Lebensraum
Die Wolfsmilch-Rindeneule ist in Europa südlich einer Linie verbreitet, die sich von Nordschottland, nordöstliche Niederlande/Grenze zu Nordwestdeutschland, südostwärts durch das nördliche Tschechien, Südpolen, quer durch die Ukraine und Südrussland zum Ural-Gebirge zieht.
Die Tiere leben bevorzugt im Hügelland, an warmen, sonnigen Hängen, grasigen Heidegebieten und Waldrändern. In den Alpen steigen sie bis über  2500 Meter Höhe.

## Lebensweise
Die Wolfsmilch-Rindeneule bildet jährlich zwei Generationen. Die Falter der ersten Generation fliegen von April bis Juni, die der zweiten Generation von Juli bis September. Sie sind nachtaktiv und besuchen auch künstliche Lichtquellen. Die Raupen der ersten Generation findet man im August und September, diejenigen der zweiten Generation überwiegend im Juni. Sie ernähren sich von den Blättern vieler verschiedener Pflanzen. Dazu gehören: Zypressen-Wolfsmilch (Euphorbia cyparissias), sowie Birke (Betula), Hauhechel (Ononis), Heidelbeere (Vaccinium myrtillus), Schafgarbe (Achillea), Ampfer (Rumex), Beifuß (Artemisia) und andere. Die Puppe überwintert.

## Gefährdung
Die Art kommt in Deutschland in unterschiedlicher Häufigkeit vor und wird auf der Roten Liste gefährdeter Arten in Kategorie 3 (gefährdet) geführt. Die Situation ist jedoch in den einzelnen Bundesländern sehr unterschiedlich. Im Saarland ist sie bereits ausgestorben, in Sachsen-Anhalt ist sie vom Aussterben bedroht. In Baden-Württemberg, Niedersachsen, Sachsen und Sachsen ist sie stark bedroht.